# Kushiro, Hokkaidō (oraș)

Kushiro (釧路町 Kushiro-chō?) este un oraș în Japonia, în subprefectura Kushiro al prefecturii Hokkaidō.